# 지난 해 마리앙바드에서
《지난 해 마리앙바드에서》(프랑스어: L'Année dernière à Marienbad, 영어: Last Year at Marienbad)는 1961년 개봉한 프랑스, 이탈리아의 좌안파 영화이다. 알랭 레네가 감독을, 알랭 로브그리예가 각본을 맡았다. 1961 베네치아 영화제 황금사자상 수상작이다.
남자가 여자를 사모하고 경쟁자의 방해를 물리치고 여자를 획득한다는 도식(圖式)을 기반으로 하고 있으나, 보통의 삼각관계의 드라마와는 전혀 작풍이 다르다. 인물은 이름도 없으며 특정한 개성도 없다. 마리엔바드는 어디에도 실존하지 않는다. 작년이란 바로 1년 전의 작년이 아니라 과거의 어떤 때이다. 그러므로 남자의 시도가 반복될 때마다 지난 해가 아닌 모호한 어느 과거의 기억과 경험이 역시 남자와 여자 사이에 거듭해서 반복된다. 남자는 남편이 있는 듯한 여자에게 연정을 품는다. 남편에게 승부의 일전(一戰)을 도전당하면 반드시 남자는 진다. 남편은 권총의 사격솜씨가 좋고 남자는 그렇지 못하다. 유부녀를 사랑하는 입장이 남자로 하여금 그 성적인 불능의 열등감에 빠지게 하는 듯하다. 남자는 여자를 얻는 데는 성공했으나 바로 그 순간 또 다시 여자를 잃어버리는 불안에 떨기 시작한다. 이 영겁회귀의 연애의 상념을 영상화하고 음성화한 영화이기에 관객은 스스로 주인공 남자로 동화되어서 이 남편 있는 예쁜 여자를 설득시켜보는 입장에 서면 남자의 상념에 공감하고, 레네의 영화를 감상할 수 있다.

## 줄거리
바로크풍의 호화스런 호텔. 돈과 여자를 넘치도록 많이 가지고 있는 숙박객인 한 남자(조르지오 알베르타치)는 애타게 찾고 있는 자기의 애인(델핀 세리그)을 발견하고, "작년에 마리앙바드에서 뵈온 일이 있지요"라고 말을 건넨다. 여자는 이때 "그렇지 않을 걸요"라고 대꾸하나 남자는 계속 말을 이어 나간다. 여자의 남편(사샤 피토에프) 감시하에 끈질기게 지껄이자 여자는 드디어 설복당하고 만다. 남자는 여자의 손을 잡고 호텔을 떠나간다.

## 출연

### 주연
- 델핀 세리그
- 조르지오 알베르타치[1] (Giorgio Albertazzi)

### 조연
- 사샤 피토에프

- 프랑수아 베르탱

## 기타
- 미술: 자크 솔니에
- 의상: Coco Chanel, 버나드 에베인